# Eigersund
Eigersund ist eine Kommune im norwegischen Fylke Rogaland.
Der Name Eigersund kommt vom altnord. Eikundarsund, dem Sund zwischen den Eichen.

## Lage
Die Kommune liegt rund um die Stadt Egersund, die das administrative Zentrum ist. Eigersund grenzt im Westen an die Kommune Hå, im Norden an die Kommunen Bjerkreim, Sirdal (Fylke Agder) und Lund sowie im Osten an die Kommune Sokndal. Die Kommune liegt in Dalane.

## Wirtschaft
Bedeutsam sind Fischerei und Landwirtschaft. Gemessen am angelandeten Quantum ist Eigersund Norwegens größter Fischereihafen. In der Landwirtschaft sind Schafzucht, Milchproduktion sowie der Anbau von Früchten und Beeren am meisten vertreten.
In Eigersund befindet sich die Felsformation Trollpikken, die als Touristenattraktion gilt. 2017 wurde sie von Besuchern zerstört und schließlich mit Hilfe von Spendengeldern wieder errichtet.

## Verkehr
Der Riksvei 44 geht nördlich durch Jæren nach Sandnes und Stavanger und nach Süden durch Sokndal und Jøssingfjord nach Flekkefjord. Die Stadt Egersund hat Fährverbindung nach Hanstholm in Dänemark, sowie nach Haugesund und Bergen, die von der Fjord Line betrieben wird. Der Flughafen Stavanger in Sola ist eine Autostunde von Egersund entfernt.
Jærbanen, die erste Eisenbahn der Region zwischen Egersund und Stavanger, wurde am 27. Februar 1878 eröffnet.

## Presse
Die Lokalzeitung Dalane Tidende für Eigersund und die Kommunen Bjerkreim, Lund og Sokndal wird in Egersund herausgegeben. Sie ersetzt die frühere Zeitung Egersundsposten, die die älteste Zeitung Rogalands war und deren Produktion 1940 eingestellt wurde.

## Persönlichkeiten
- Tor Arne Hetland (* 1974), norwegischer Skilangläufer
- Anna Bugge (1862–1928), international bekannte Frauenrechtlerin und Diplomatin in Genf für Schweden